# Grupa odbić
Grupa odbić – dyskretna grupa odwzorowań generowana przez symetrie względem hiperpowierzchni przestrzeni euklidesowej {\displaystyle E^{n}} lub przestrzeni hiperbolicznej {\displaystyle H^{n}} lub innej jednospójnej przestrzeni Riemanna o stałej krzywiźnie.

## Historia pojęcia
U źródeł tego pojęcia były badania wielokątów foremnych i parkietaży na płaszczyźnie i na sferze. W drugiej połowie XIX wieku badania te były rozszerzone na przypadek n-wymiarowy oraz na płaszczyznę hiperboliczną (w związku z badaniami nad analizą zespoloną). W latach 1925–1927 w pracach H. Weyla i E. Cartana grupy odbić pojawiły się jako grupy Weyla półprostych grup Lie. Potem udowodniono, że grupy Weyla to są te grupy odbić w {\displaystyle E^{n},} które mają dokładnie jeden punkt stały i można je w pewnej bazie zapisać za pomocą macierzy całkowitoliczbowych, a afiniczne grupy Weyla to dokładnie te grupy odbić w {\displaystyle E^{n},} które mają ograniczony wielościan fundamentalny. W roku 1934 H. S. M. Coxeter znalazł wszystkie grupy odbić przestrzeni euklidesowej {\displaystyle E^{n}} i sfery n-wymiarowej {\displaystyle S^{n}.}

## Podstawowe wyniki teorii grup odbić
- Jeśli przestrzeń jest n-wymiarową sferą, przestrzenią euklidesową lub przestrzenią hiperboliczną, to grupa odbić jest generowana przez odbicia ri względem hiperpowierzchni Hi, ograniczających wielościan fundamentalny P tej grupy. Względem tego układu generatorów grupa odbić jest grupą Coxetera o relacjach zdefiniowanych następująco:
  1. jeśli ściany {\displaystyle H_{i}\cap P} i {\displaystyle H_{j}\cap P} przylegają do siebie i kąt między nimi jest równy {\displaystyle \alpha _{ij},} to {\displaystyle {r_{i}r_{j}}^{n_{ij}}=1,} gdzie {\displaystyle n_{ij}={\frac {\pi }{\alpha _{ij}}},}
  2. jeśli ściany {\displaystyle H_{i}\cap P} i {\displaystyle H_{j}\cap P} nie przylegają do siebie, to {\displaystyle n_{ij}=\infty .}
- Każda grupa odbić w {\displaystyle E^{n}} jest (jako grupa ruchów) iloczynem prostym grupy trywialnej w przestrzeni euklidesowej pewnego wymiaru i grup ruchów dwóch następujących typów:
  1. skończona grupa odbić, której wielościanem fundamentalnym jest stożek symplicjalny; można ją rozpatrywać jako grupę odbić na sferze o środku w wierzchołku stożka fundamentalnego; jej wielościanem fundamentalnym będzie wtedy sympleks sferyczny.
  2. nieskończona grupa odbić, której wielościanem fundamentalnym jest sympleks.